# Woodbury (East Devon)
Woodbury ist ein Dorf und ein Civil parish in East Devon in der englischen Grafschaft Devon. Woodbury liegt rund elf Kilometer südöstlich der Stadt Exeter. Der Parish hat 3.886 Einwohner, das Dorf selbst 1605 Einwohner, jeweils beim 2011er Census.

## Geographie
Der Parish liegt am Ostufer des Ästuars des River Exe und hat Grenzen – im Uhrzeigersinn, ausgehend vom Ästuar – zu Exeter (unweit von Topsham) und den Parishs Clyst St George, Clyst St Mary, Farringdon, Colaton Raleigh, Bicton und Lympstone. Woodbury gehört zum Wahlbezirk Woodbury and Lympstone, der beim 2011er Census 5260 Einwohner zählte.
Das Dorf selbst liegt knapp sieben Kilometer nördlich des Zentrums von Exmouth an der B3179 road zwischen Clyst St George und Budleigh Salterton. Etwa drei Kilometer nördlich liegt die in Ost-West-Richtung verlaufende A3052 road und rund zwei Kilometer westlich des Dorfes verläuft entlang des Ästuars die A376 road, die Exeter mit Exmouth verbindet und über die Gemarkung des Parishs verläuft. Die kleinen Siedlungen Ebford und Exton liegen an dieser Straße.

## Geschichte
Woodbury Castle ist eine Burganlage der Eisenzeit, die sich auf Woodbury Common befindet.
Der frühere Manor of Nutwell lag westlich des Dorfs am Ästuar und gehörte später einem Zweig der Drake-Familie. Das heute an der befindliche Haus, Nutwell Court, wurde 1810 erbaut.
Die Eisenbahnstrecke, die entlang des Ästuars verläuft und Exeter mit Exmouth verbindet, wurde 1861 eröffnet. Die Strecke wird heute als Avocet Line befahren, und die nächstgelegene Station befindet sich in Exton.
Der Geistliche und Botaniker W. Keble Martin verbrachte in Woodbury seinen Ruhestand.

## Das Dorf
Die Pfarrkirche ist dem Heiligen Swithun gewidmet und stammt aus dem frühen 15. Jahrhunderts (die Weihe erfolgte 1409). Ihr Perpendicular Style ist gemischt mit älteren Elementen des Decorated Style. Zu den interessanten Elementen des Bauwerkes gehören der geschnitzte Lettner, das Taufbecken aus dem 15. Jahrhundert, die elisabethanischen Altareinfassungen, die Jakobinische Kanzel und ein Tischgrab aus dem 17. Jahrhundert für einen Mann und seine Ehefrau mit ruhender Darstellung in effigie.
Woodbury ist verschwistert mit Bretteville-sur-Odon in der französischen Normandie.

## Belege
1. ↑  Woodbury. UK Census Data, 13. Dezember 2022, abgerufen am 17. August 2025 (englisch).
2. ↑  Parish population 2011.
3. ↑  Map of Devon Parishes. (Memento vom 2. November 2013 im Internet Archive) (PDF).
4. ↑  Woodbury and Lympstone Ward 2011.
5. ↑  OS Explorer Karte 110 und 115.
6. 1 2 3  Helen Harris: A handbook of Devon parishes. A complete guide for local and family historians. Halsgrove, Tiverton, Devon 2004, ISBN 1-84114-314-6, S. 188.
7. ↑  Nikolaus Pevsner: South Devon. (= Buildings of England. BE5). Penguin Books, Harmondsworth, Middlesex 1952, S. 312–313 (eingeschränkte Vorschau in der Google-Buchsuche).
8. ↑  British Towns Twinned with French Towns.